# یواس‌اس لانای (اس‌پی-۲۴۲)
یواس‌اس لانای (اس‌پی-۲۴۲) (به انگلیسی: USS Lannai (SP-242)) یک کشتی است.